# 東波蒂瓜爾中區
東波蒂瓜爾（葡萄牙語：Leste Potiguar）是巴西東北部北里約格朗德州的一個中區。

## 小區
東波蒂瓜爾共下轄4個小區：
- 東北海岸
- 南海岸
- 馬卡伊巴
- 納塔爾